# Rue Henri-IV (Nantes)
Pour les articles homonymes, voir Rue Henri-IV.
La rue Henri-IV est une rue de Nantes, en France, .

## Situation et accès
Constituant la limite entre les quartiers du centre-ville et Malakoff - Saint-Donatien, la rue est en ligne droite, elle suit un axe nord-nord-ouest/sud-sud-est. Partant de l'allée Commandant-Charcot, elle longe la place Duchesse-Anne, puis le cours Saint-Pierre sur son côté ouest, et est rejointe par les rues de Richebourg, Malherbe et Georges-Clemenceau sur son côté est. À l'angle nord de cette dernière artère, débute la place de l'Oratoire qui longe, sur une bonne partie de ses cents derniers mètres, l'est de la rue, avant que celle-ci n'aboutisse sur la place Maréchal-Foch.

## Origine du nom
Elle porte le nom d'Henri IV (1553-1610), roi de France de 1589 à 1610, qui est attaché à la ville par la signature de l'Édit de Nantes le 13 avril 1598.

## Historique
La zone située devant la partie est des remparts du XIIIe siècle de la ville est, jusqu'au XVIIIe siècle, non construite, non cultivée, et soumise à l'obligation défensive de la ville : les autorités militaires s'opposent à l'urbanisation du secteur, qui ferait perdre aux murailles tout avantage défensif. L'ensemble est donc un grand terrain vague.
Lors de la création des cours Saint-Pierre et Saint-André, la rue prend le nom de « rue des États ». Puis cette voie est appelée « rue Félix ». Avant le comblement de bras de la Loire, la rue aboutissait en face du canal Saint-Félix. C'est le nom de l'évêque Félix qui est donc attribué à l'artère, jusqu'en 1902. L’administration jugeant que le nom prête à confusion avec le quartier Saint-Félix, le nom de Richemont est proposé, avant que le choix définitif se porte sur celui de « rue Henri-IV ». Une des motivations vient du fait que la rue est dans le prolongement de la rue Sully, du nom du ministre ayant servi Henri IV.

### Arasement de la motte Saint-Pierre
Dès 1598, le conseil de ville envisage l'aplanissement des mottes. En 1711, une crue de la Loire érode fortement le bas de la motte Saint-Pierre, et de nouveau l'aménagement du secteur est évoqué. Mais seuls des terrassements localisés sont entrepris et achevés en 1713. En 1720, le maire, Gérard Mellier, décide l'arasement de la motte Saint-Pierre, qui doit être délimitée par un mur de soutènement, afin de permettre la constitution d'une esplanade sans déclivité. En 1725, Il est planifié de faire le terrassement avec du sable, et de planter des ormeaux en provenance d'Orléans. Mais la mairie s'oppose aux intérêts des religieux installés en bordure des « mottes » et qui affirment avoir des droits sur les terrains convoités. La municipalité obtient gain de cause en 1727, et le cours Saint-Pierre est aménagé. La partie terrassée se trouve le long des remparts et en face du château. La zone correspondant à la future rue Henri-IV est informelle, longe les premières habitation du faubourg de Richebourg et les jardins des religieux. La partie la plus aménagée est la place devant la chapelle de l'Oratoire.

### Formation des cours Saint-Pierre et Saint-André
Le souci urbanistique d'offrir à la ville une promenade digne de ce nom, impossible à aménager dans le cadre médiéval de la structure de Nantes enfermée dans ses murs, conduit, en 1755, l'architecte Pierre Vigné de Vigny à proposer le prolongement de la « motte Saint-Pierre » au sud de la porte Saint-Pierre, sur la « motte Saint-André ». La porte Saint-Pierre est alors un bastion imposant, qui s'étend vers l'est jusqu'au niveau de l'alignement ouest de la rue Henri-IV actuelle, les éléments de terrassement s'étendant jusqu'à l'alignement de la chapelle de l'Oratoire. Au début XVIIIe siècle, la situation politique et militaire ne justifie plus d'accorder une grande importance aux remparts. Il est obtenu de détruire le bastion Saint-Pierre. Vigné de Vigny propose alors de joindre les esplanades Saint-Pierre et Saint-André, les deux formant un angle, en raison de l'obligation de contourner les remparts. La voie qui part de la future place Maréchal-Foch et descend vers la Loire est alors imaginée plus à l'Est que l'actuelle rue Henri-IV, et est alignée sur la façade de la chapelle de l'Oratoire. Cette voie est d'ailleurs totalement incluse dans le cours Saint-Pierre projeté, dont le centre suit approximativement le tracé de la rue Henri-IV.

### Plan de Ceineray
Lorsque Jean-Baptiste Ceineray succède à Vigné de Vigny, une nouveauté importante remet en question les projets en cours : l'autorisation de détruire la totalité des remparts est obtenue. Ceineray révise le projet, et établit le plan des cours Saint-Pierre et Saint-André actuels, dans le même axe. Ceci est obtenu en prenant des terrains vers l'ouest, sur l'emprise des remparts. Le même plan prévoit des rues sur les deux côtés du cours Saint-André, et le long de la partie Est du cours Saint-Pierre. Cette dernière est mentionnée sous le nom de « rue qui conduit au port de Richebourg ».
Le nouveau tracé de cette rue libère des espaces sur son côté Est, en vue d'opérations immobilières. Alors que l'alignement précédent se faisait sur la façade de la chapelle de l'Oratoire, le nouvel alignement est décalé vers l'Ouest d'une vingtaine de mètres.
Le plan de Ceineray, établi le 4 août 1761, est accepté par le gouverneur général de Bretagne, le duc d'Aiguillon, le 9 décembre 1763. Des souscriptions sont lancées dès 1759, complétées en 1760 et 1763. La première construction sur dans l'actuelle rue Henri-IV, est la maison Minée, bâtie entre 1768 et 1772. L'ensemble de la rue est construit en respectant les règles établies par Jean-Baptiste Ceineray. Seul l'immeuble adossé au nord de la chapelle de l'Oratoire, bâti au XIXe siècle, s'éloigne légèrement des proportions imposées.
L'ensemble de la rue est relativement austère, afin de déplaire le moins possible aux éventuels investisseurs.

## Bâtiments remarquables et lieux de mémoire
- Aux nos 3 et 4, on trouve l'« hôtel de la Duchesse-Anne » dont la façade Art déco datant des années 1930 œuvre de l'architecte Ferdinand Ménard (1873-1958) est classée[10]. L'édifice fut victime d'un incendie accidentel le 17 juin 2004 et a été cerné d'échafaudages durant quelques années. Les travaux qui permettraient de rouvrir cet hôtel au passé prestigieux tardent à démarrer, un imbroglio juridique oppose, depuis le sinistre, les propriétaires du lieu avec leur assureur. Cependant, en septembre 2013, la société immobilière rennaise Giboire qui s'est portée acquéreur d'une moitié du bâtiment, afin de pouvoir y développer un programme comprenant des appartements haut de gamme, a annoncé des travaux de sécurisation[11].

- Les nos 8 à 12 donnent accès à la maison Minée, imposant immeuble de rapport bâti entre 1768 à 1772. La façade sur rue et la toiture correspondante de la maison Minée sont inscrites aux monuments historiques par arrêté du 19 mars 1954[12],[13],[14],[15],[16].

- Au no 13, se trouve le plus ancien bâtiment de la rue : la chapelle de l'Oratoire. Elle fait partie depuis le début du XIXe siècle de l'hôtel Lelasseur. La façade sur rue et la toiture correspondante de l'hôtel et la chapelle sont inscrites aux monuments historiques par arrêté du 19 mars 1954[17].

- Au no 15, l'hôtel Pépin de Bellisle, construit après 1773, a été édifié en symétrie avec l'hôtel Ceineray (situé au no 1 rue Sully), afin de respecter la cohérence voulue sur la place d'Armes (actuelle place Maréchal-Foch). Les façades et toitures sur rue sont inscrites aux monuments historiques par arrêté de 1957[18].

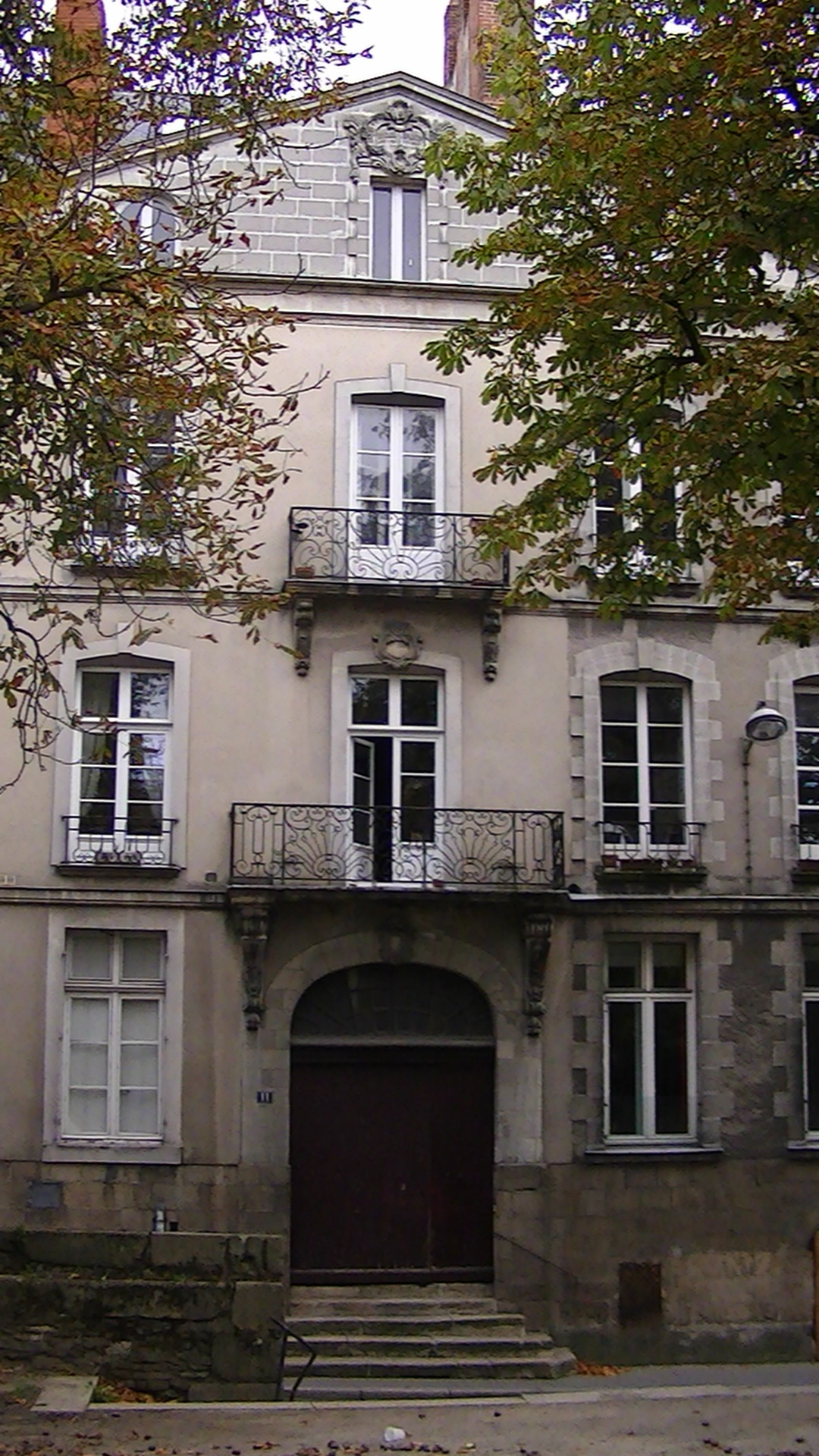
Partie centrale de la maison Miné
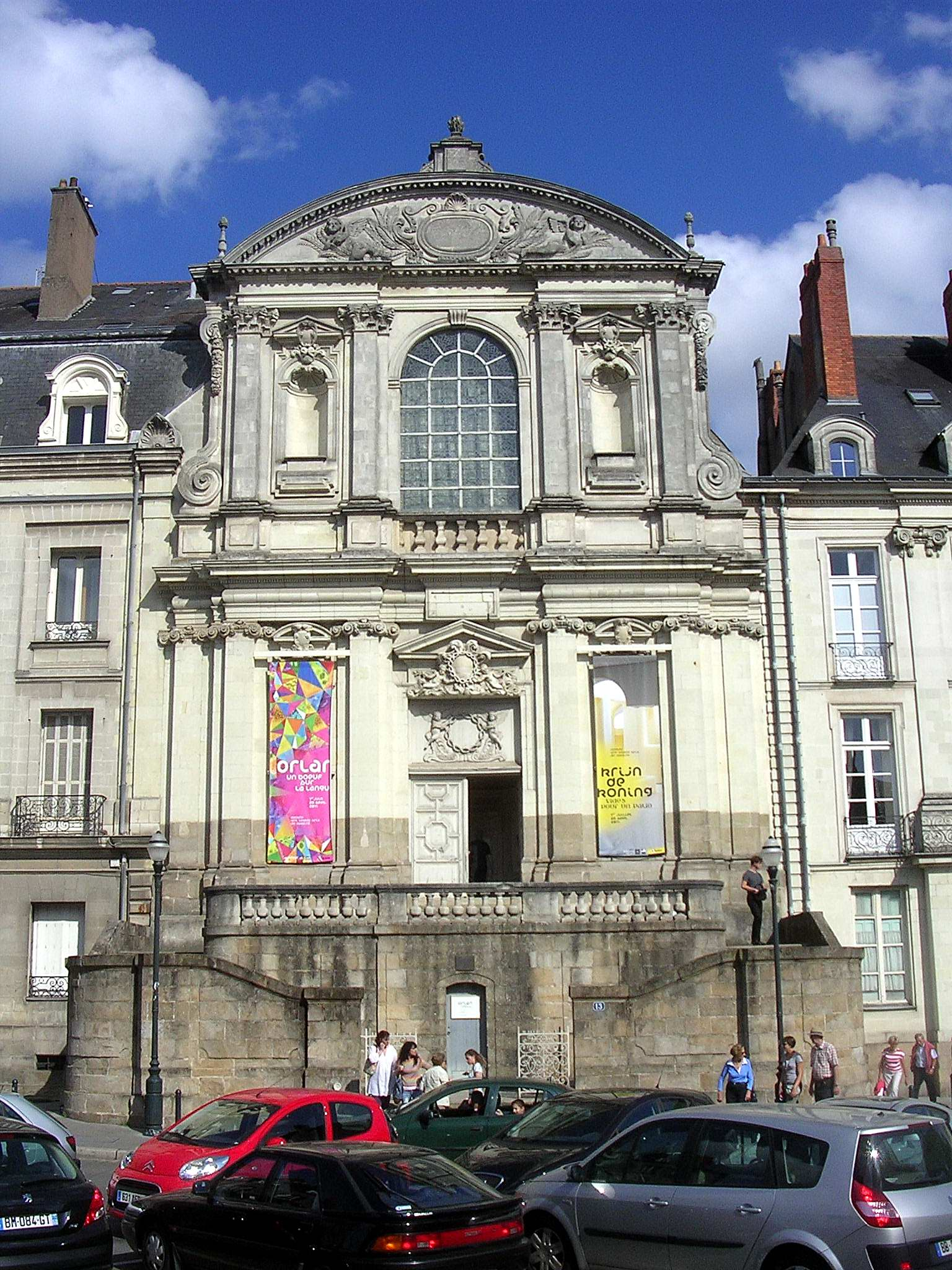
Chapelle de l'Oratoire
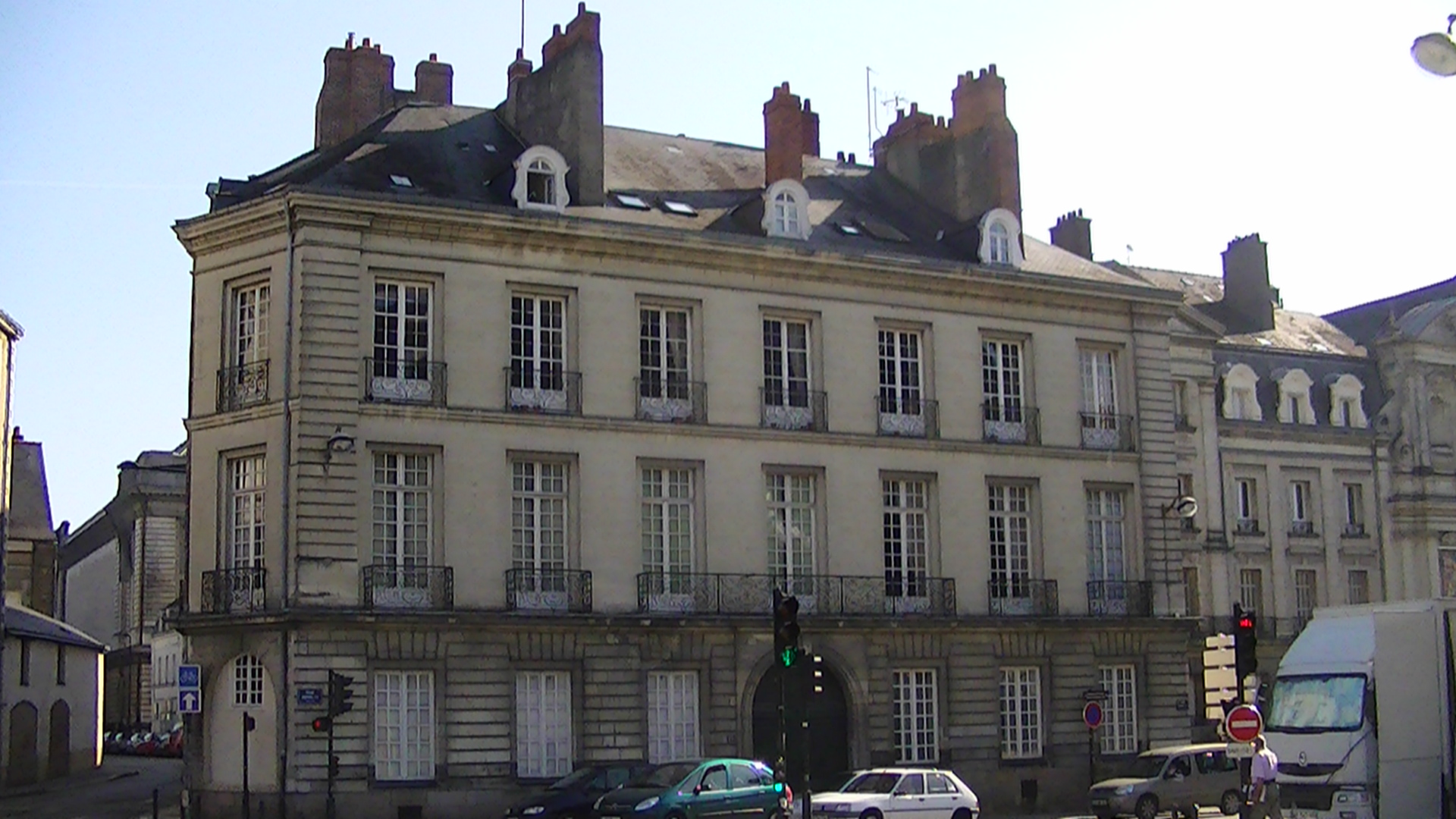
Hôtel Pépin de Bellisle